# 布拉索夫猶太會堂

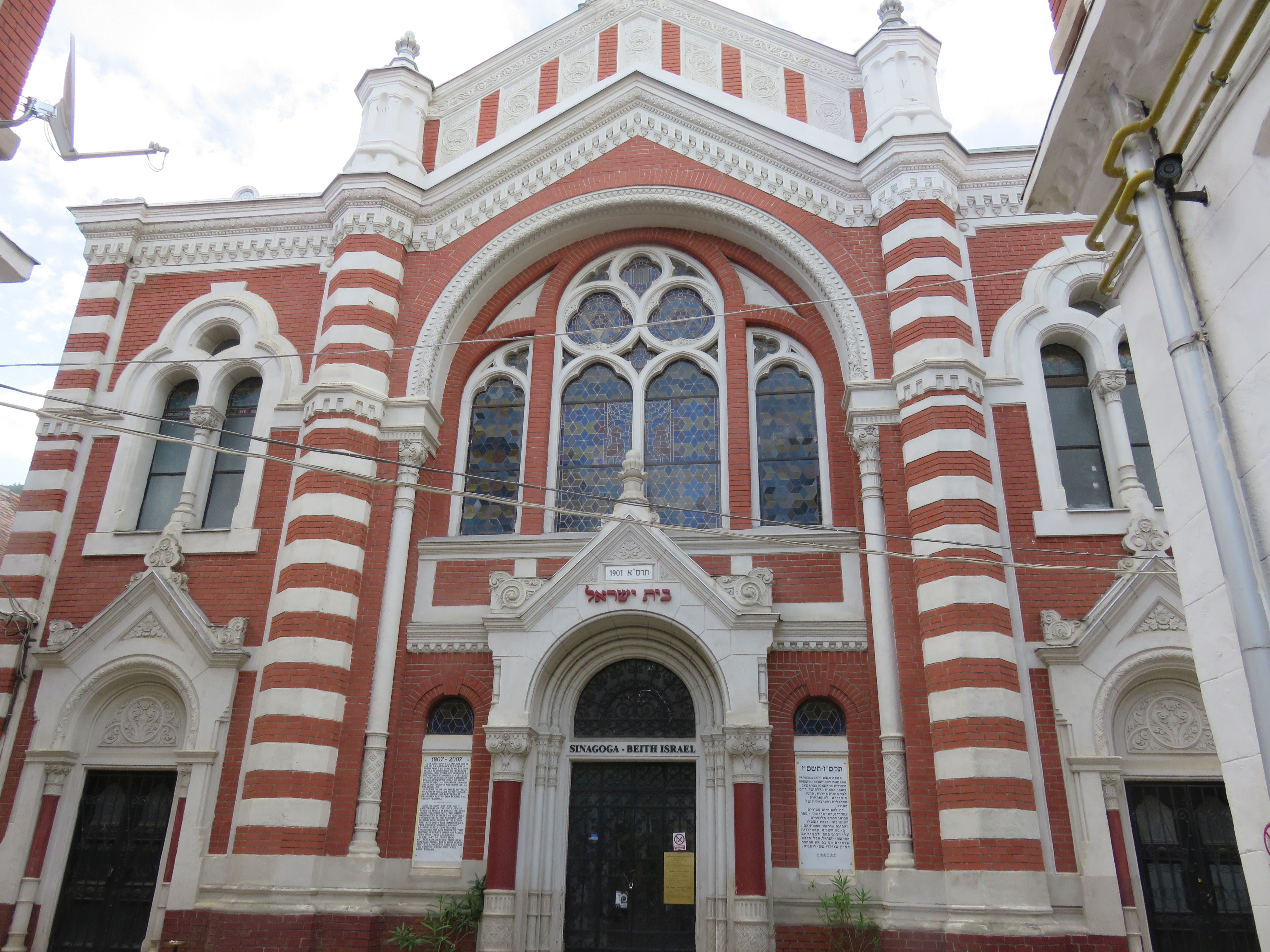

布拉索夫猶太會堂（בית ישראל）是羅馬尼亞城市布拉索夫的一座猶太會堂，位於布拉索夫市中心。這座猶太會堂是羅馬尼亞的國家歷史紀念碑。布拉索夫自15世紀初期開始就有猶太人生活，但在1807年之前都沒有正式的定居許可。